# Handballschiedsrichter

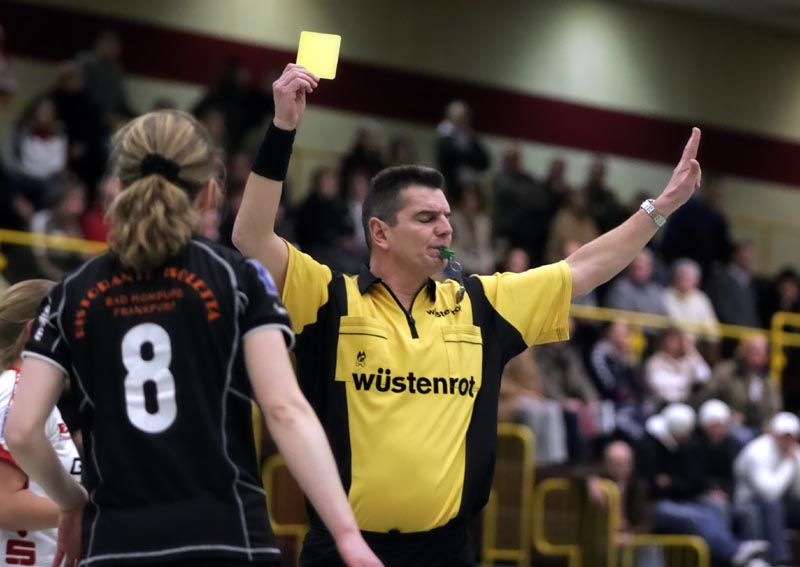
Ein Handballschiedsrichter zeigt die gelbe Karte.

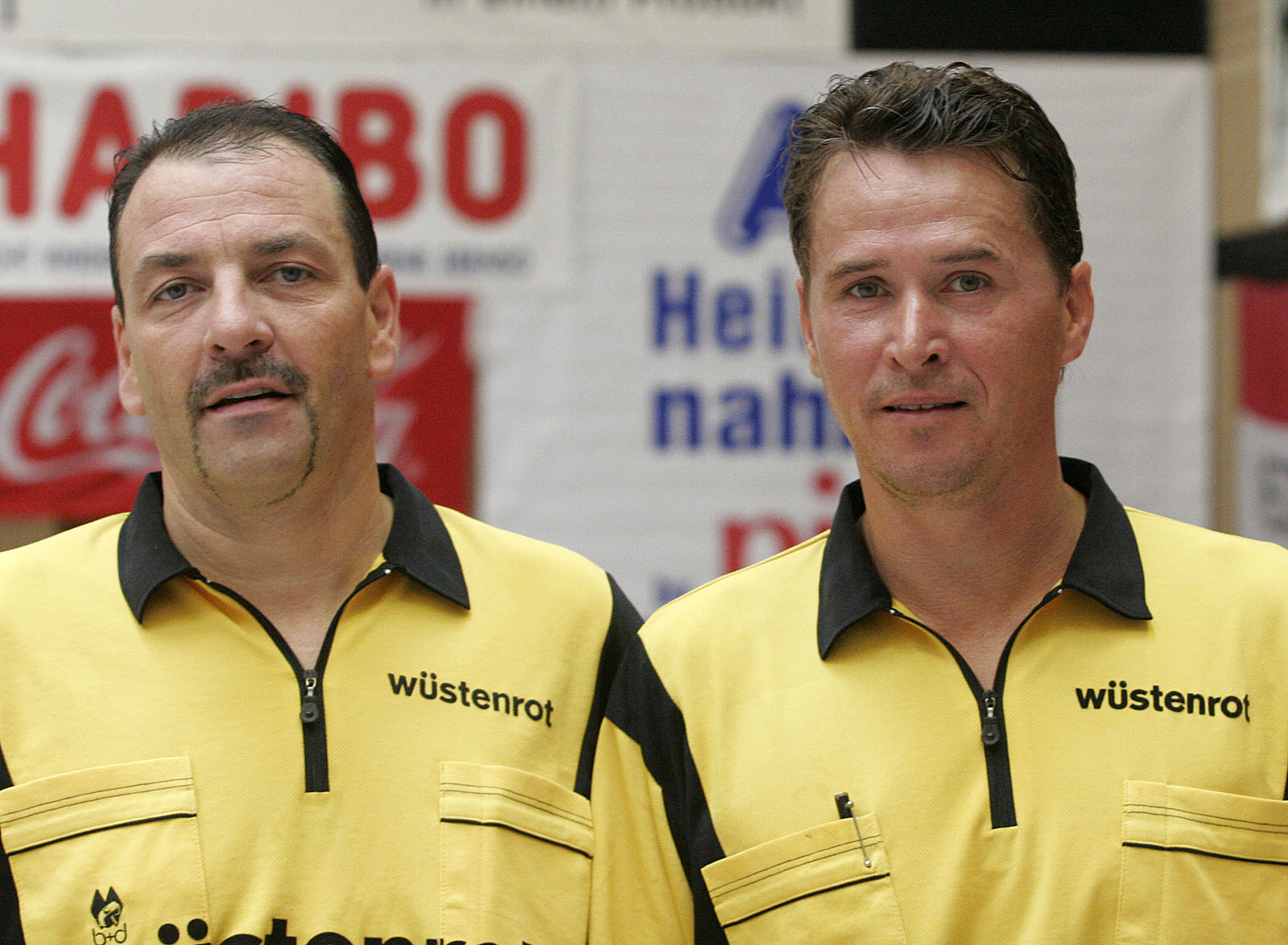
Frank Lemme (rechts) und Bernd Ullrich (links), in Deutschland mehrfach als Schiedsrichter des Jahres gewählt

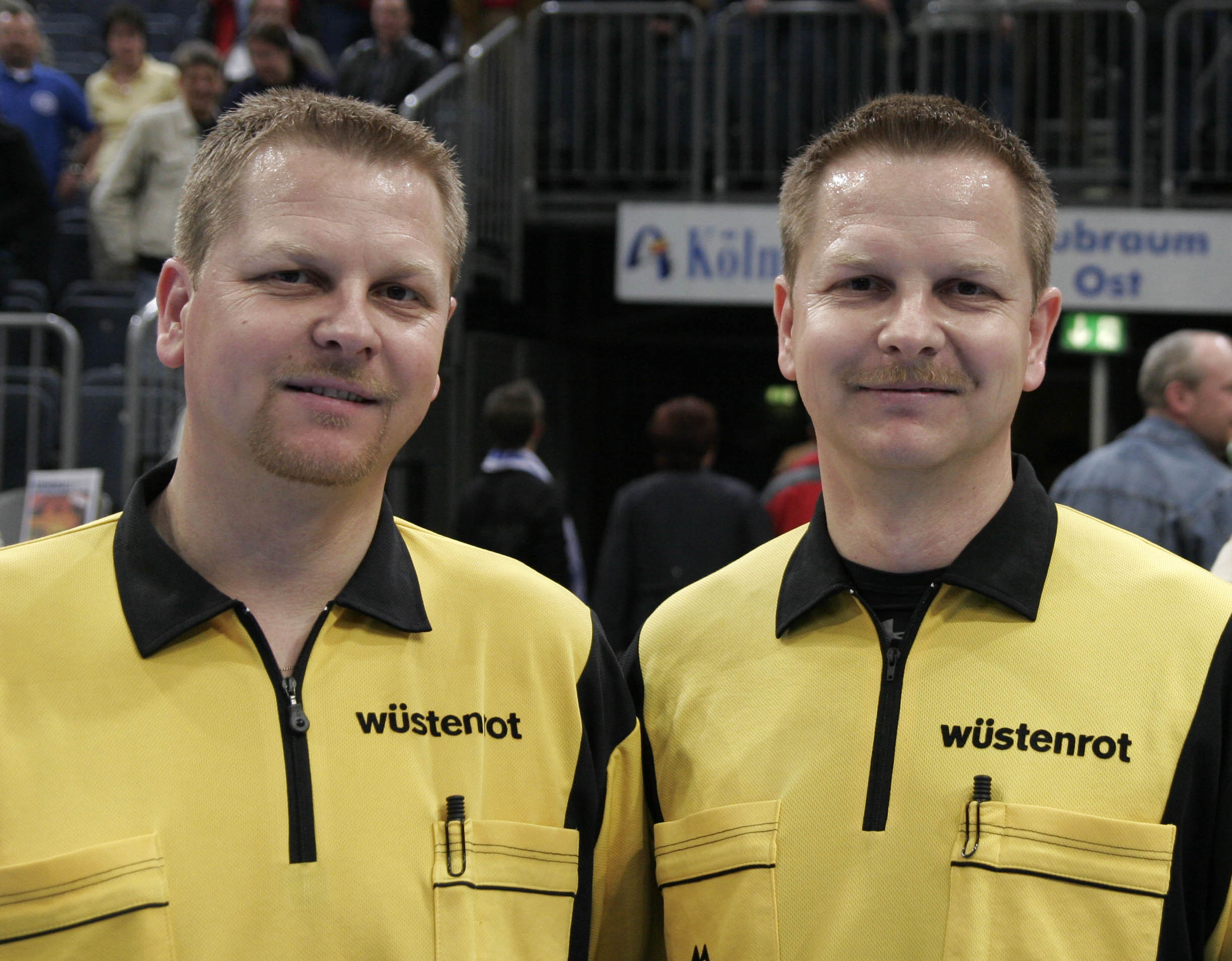
Bernd (†) und Reiner Methe (†), eines der bekanntesten deutschen Schiedsrichtergespanne

Ein Handballspiel wird von zwei gleichberechtigten Handballschiedsrichtern geleitet. Die Mannschaften befinden sich üblicherweise zwischen den beiden Schiedsrichtern, die sich, aufgrund ihrer Position auf dem Spielfeld, in Torschiedsrichter und Feldschiedsrichter unterscheiden. Die Schiedsrichter stehen diagonal versetzt, damit sie jeweils eine Seitenauslinie genau im Blick haben. Wechselt der Ballbesitz, so wechselt automatisch auch die Position der Schiedsrichter.
Die Schiedsrichter werden beim Handball durch zwei zusätzliche Unparteiische am Kampfgericht, welches sich zwischen den Wechselbänken befindet, unterstützt. Sekretär sowie Zeitnehmer erledigen die formellen Dinge, die während eines Spieles anfallen (Starten/Stoppen der Spielzeit-Uhr, Notiz der 2-Minuten-Zeitstrafen, Notiz der Tore usw.). Des Weiteren beobachten sie den Wechselraum und informieren gegebenenfalls die Schiedsrichter über durchgeführte und in der Folge zu bestrafende Wechselfehler. In höheren Ligen oder bei besonderen Anlässen unterstützt ein so genannter Technischer Delegierter zusätzlich das Kampfgericht und die Schiedsrichter.

## Aufgaben der Handballschiedsrichter

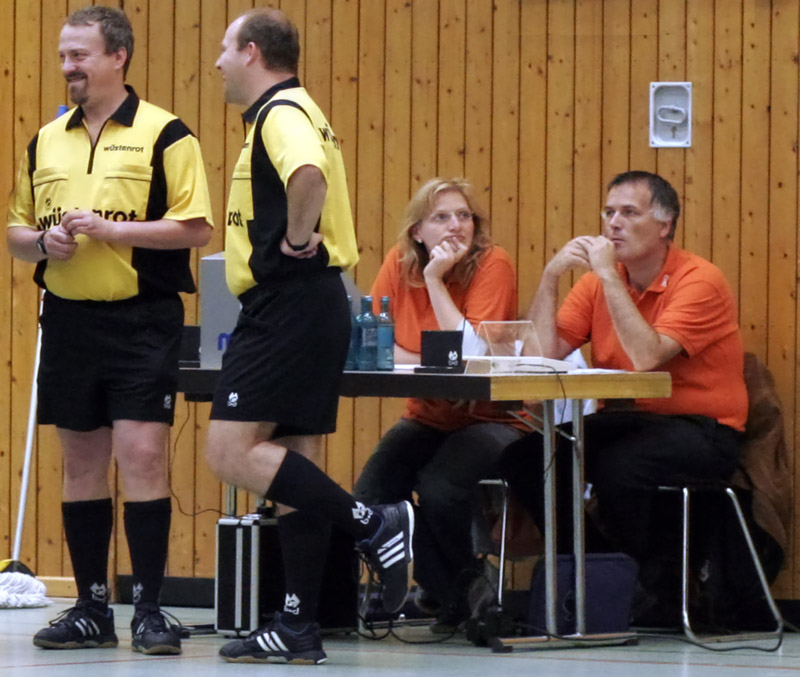
Die beiden Schiedsrichter (in Gelb) werden vom Kampfgericht (in Orange) unterstützt

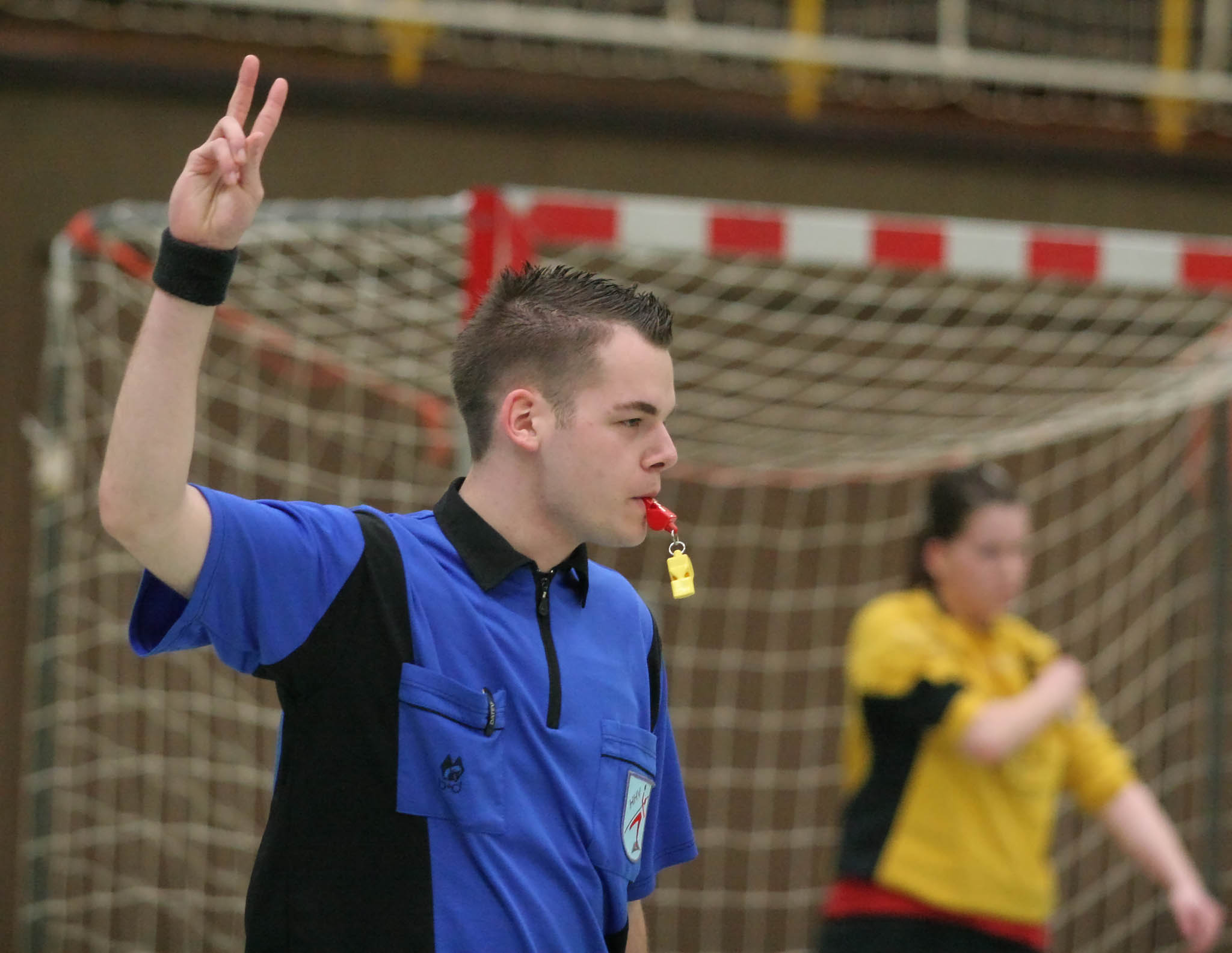
Ein Schiedsrichter erteilt eine Zwei-Minuten-Zeitstrafe

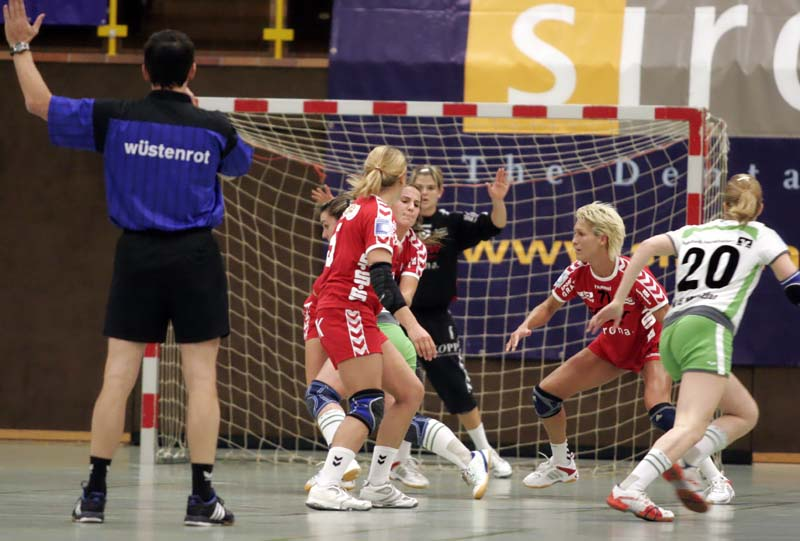
Der Schiedsrichter zeigt das Warnzeichen für passives Spiel an

Um einen reibungslosen Spielablauf zu gewährleisten, müssen die Schiedsrichter im Einklang mit den Spielregeln jede Regelwidrigkeit ahnden. Sie allein führen die Aufsicht über Spieler und Offizielle, prüfen die Ausrüstung der Mannschaften, die Spielfläche, die Tore und die Bälle und sind für das Zählen der Toren und das Überwachen der Spielzeit verantwortlich. Entscheidungen der Schiedsrichter, die sie aufgrund ihrer Tatsachenfeststellung oder Beurteilung treffen, sind in der Regel unanfechtbar.
Handballschiedsrichter gehören zu den am meisten beanspruchten Schiedsrichtern im Sport. Durch das komplexe Spiel und die enorme Schnelligkeit des Handballs werden hohe Anforderungen an die Schiedsrichter gestellt und sie müssen innerhalb von Sekundenbruchteilen Entscheidungen treffen können. Nach diversen Studien haben Handballschiedsrichter bis zu zehnmal so viele Entscheidungen in einem Spiel zu treffen wie etwa Fußballschiedsrichter.
Um regelmäßig einen anderen Blickwinkel zu bekommen, wird deshalb etwa alle zehn Minuten, meist nach einer 7-m-Entscheidung oder während einer Spielunterbrechung, ein so genannter „langer Wechsel“ durchgeführt. Das bedeutet, die Schiedsrichter tauschen ihre Positionen so, dass sie die jeweils andere Mannschaft direkt vor sich haben. Hinzu kommt, dass die Schiedsrichter in der Regel alle fünf Minuten die Seite wechseln (kurzer Wechsel).
Wenn beide bei einer Situation eine gegensätzliche Auffassung haben, gilt die gemeinsame Entscheidung, die sie nach einer kurzen Absprache (während eines Time-outs) erzielen. Nur dann, wenn sich beide Schiedsrichter nicht gemeinsam einigen können, ist die Entscheidung des Feldschiedsrichters maßgeblich.
In Ausnahmefällen, beispielsweise durch eine kurzfristige Erkrankung, kann ein Spiel auch von nur einem Schiedsrichter geleitet werden. Im Jugendbereich und in den unteren Spielklassen im Erwachsenenbereich ist in den meisten Regionen nur ein Schiedsrichter vorgesehen. Dies wird in den jeweiligen Durchführungsbestimmungen der Verbände geregelt. Ab der Bezirks-, teilweise Landesebene, sind grundsätzlich bei jedem Spiel zwei Schiedsrichter auf dem Feld aktiv.

## Sonderregelungen
In einigen Handballverbänden gibt es die Möglichkeit, eine "Junior-Schiedsrichter-Ausbildung" zu absolvieren. Diese Ausbildung bietet Jugendlichen im Alter von 13 bis 16 Jahren die Möglichkeit, Praxiserfahrung als Schiedsrichter zu sammeln. Dieses Ausbildungskonzept wurde aufgrund des massiven Schiedsrichtermangels in allen Spielklassen eingeführt. Es besteht auch die Möglichkeit, nach zwei Jahren als Juniorschiedsrichter eine reguläre Schiedsrichterlizenz zu erlangen.

## Voraussetzungen
In fast allen Spielklassen müssen Handballschiedsrichter einen jährlichen Befähigungsnachweis absolvieren. Dieser besteht mindestens aus einem theoretischen Regeltest und kann einen praktischen Teil Lauftest beinhalten. Ziel ist es dabei, die physische und psychische Fitness der Schiedsrichter zu überprüfen. Dieser Test ist in den unteren Klassen nicht notwendig.

### Theoretischer Test
Es müssen 30 Regelfragen aus einem Fragenkatalog von ca. 332 Fragen in 45 Minuten unter Klausurbedingungen beantwortet werden. Der gesamte Fragenkatalog ist bekannt und jedem Schiedsrichter und auch Laien, beispielsweise über das Internet, zugänglich.

### Praktischer Test
Grundsätzlich müssen die Schiedsrichter einen Lauftest absolvieren, bei dem 2400 m in oder unter 12 min gelaufen werden müssen. Frauen wird eine zusätzliche Minute gewährt. Der Test basiert auf dem Cooper-Test, bei dem überprüft wird, welche Strecke ein Läufer in 12 Minuten zurücklegt. Je nach Alter können die Schiedsrichter jedoch auch einen Zeitbonus erhalten.

### IHF-Test
Auf IHF-Ebene wird ein detaillierter Fitnesstest bestehend aus:
1. 20 m Sprint (Antritt),
2. Sprungtest,
3. Shuttle-Sprint (3 × 10 m mit Richtungswechsel),
4. Gleichgewichtstest,
5. Koordinations-Sprint mit Gedächtnisaufgaben,
6. Shuttle-Lauf (20 m Shuttle-Lauf mit definierter, ansteigender Geschwindigkeit in vier Stufen),
7. anschließender Reaktionstest (nach dem Shuttle-Lauf),

durchgeführt.

## Ausrüstung

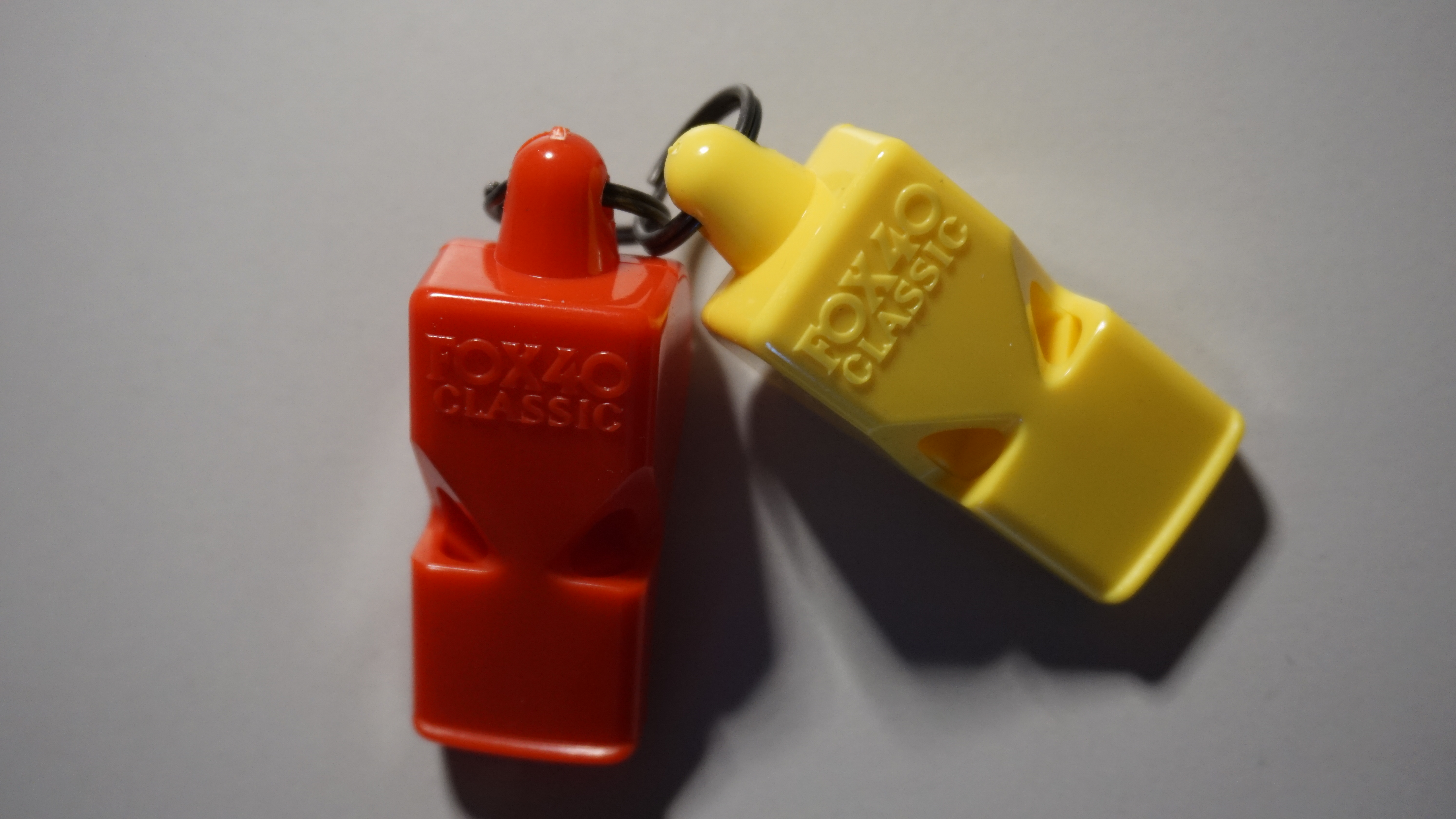
Wichtigster Ausrüstungsgegenstand eines Handballschiedsrichters: die Pfeife

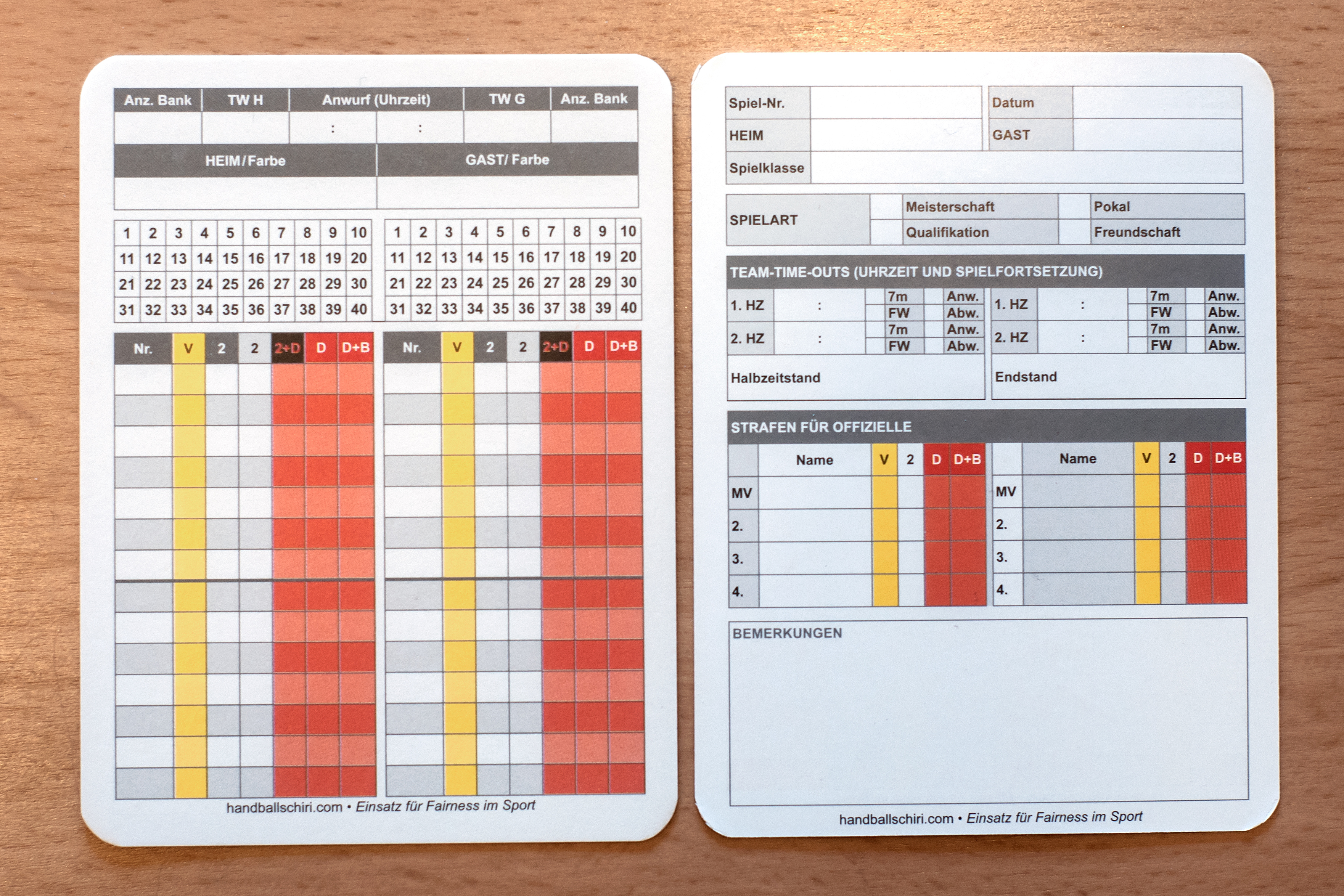
Abstreichkarte/Notizkarte für Handballschiedsrichter

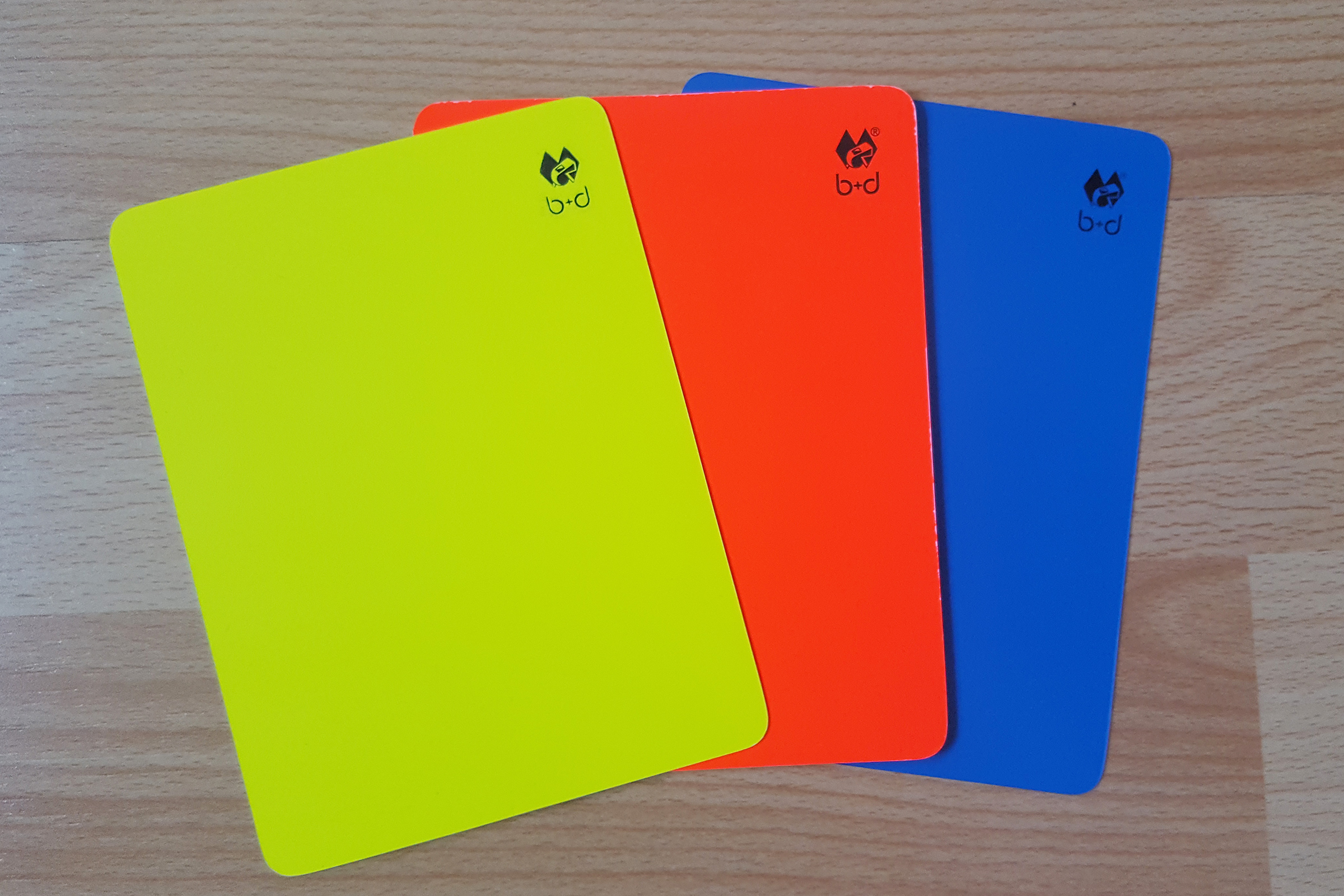
Gelbe, Rote und Blaue Karte

Die Grundausrüstung eines Handballschiedsrichters besteht aus:
- Trikots, Hose, Schuhe und Socken

Die Bekleidung beider Schiedsrichter muss aufeinander abgestimmt sein und sich optisch deutlich von den 4 Trikotfarben beider Mannschaften abheben (Farbenregel: 1. Farbe: Schiedsrichter, 2. Farbe: Heimmannschaft (Feld), 3. Farbe: Heimmannschaft (Torhüter), 4. Farbe: Gastmannschaft (Feld) und 5. Farbe: Gastmannschaft (Torhüter)).
In vielen Landesverbänden, wie zum Beispiel in Württemberg, ist sogar zwingend vorgeschrieben, dass die Schiedsrichter schwarze Hosen und Trikots tragen, die sich von den Trikotfarben der beiden Mannschaften deutlich abheben.
- Abstreichkarte und Stift

Auf ihrer Abstreichkarte notieren die Schiedsrichter hauptsächlich Tore und Disziplinarstrafen (z. B. Zwei-Minuten-Zeitstrafen), besondere Vorkommnisse und Team-Time-outs. Die beiden Abstreichkarten müssen von den Schiedsrichtern nach Spielende behalten werden, um sie im Zweifelsfall oder nach Anforderung des Verbands vorzeigen zu können.
- Wählmarke

Für die Seitenwahl.
- Schiedsrichterpfeife

Mit der Pfeife gibt der Schiedsrichter ein deutliches akustisches Signal zur Spielunterbrechung (z. B. bei Regelwidrigkeit) und Spielwiederaufnahme (z. B. zum Anwurf nach einem Tor).
- Gelbe, Rote und Blaue Karte

Zur Anzeige einer Verwarnung oder eines Platzverweises wegen eines Regelverstoßes.
- Uhr

Für die Spielzeit sind laut Regelwerk die Schiedsrichter verantwortlich, auch wenn es einen gesonderten Zeitnehmer gibt. Sollte die offizielle Uhr ausfallen, wird die Zeit der Schiedsrichter übernommen. Ein gutes Zeitnehmergespann lässt eine zweite Uhr mitlaufen, die per Hand gestoppt werden kann.
- Regelwerk

Das aktuelle Regelwerk dient zur Deutung der Handballregeln.
- Technische Hilfsmittel

Zur Verbesserung der Kommunikation können die Schiedsrichter drahtlose Funkgeräte einsetzen. Als Alternative zu Uhr und Absteichkarte stehen Apps zur Verfügung, die beides vereinen.

## Schiedsrichtergespanne
Ein Handballspiel wird in der Regel von zwei gleichberechtigten Schiedsrichtern geleitet, das sogenannte Schiedsrichtergespann.

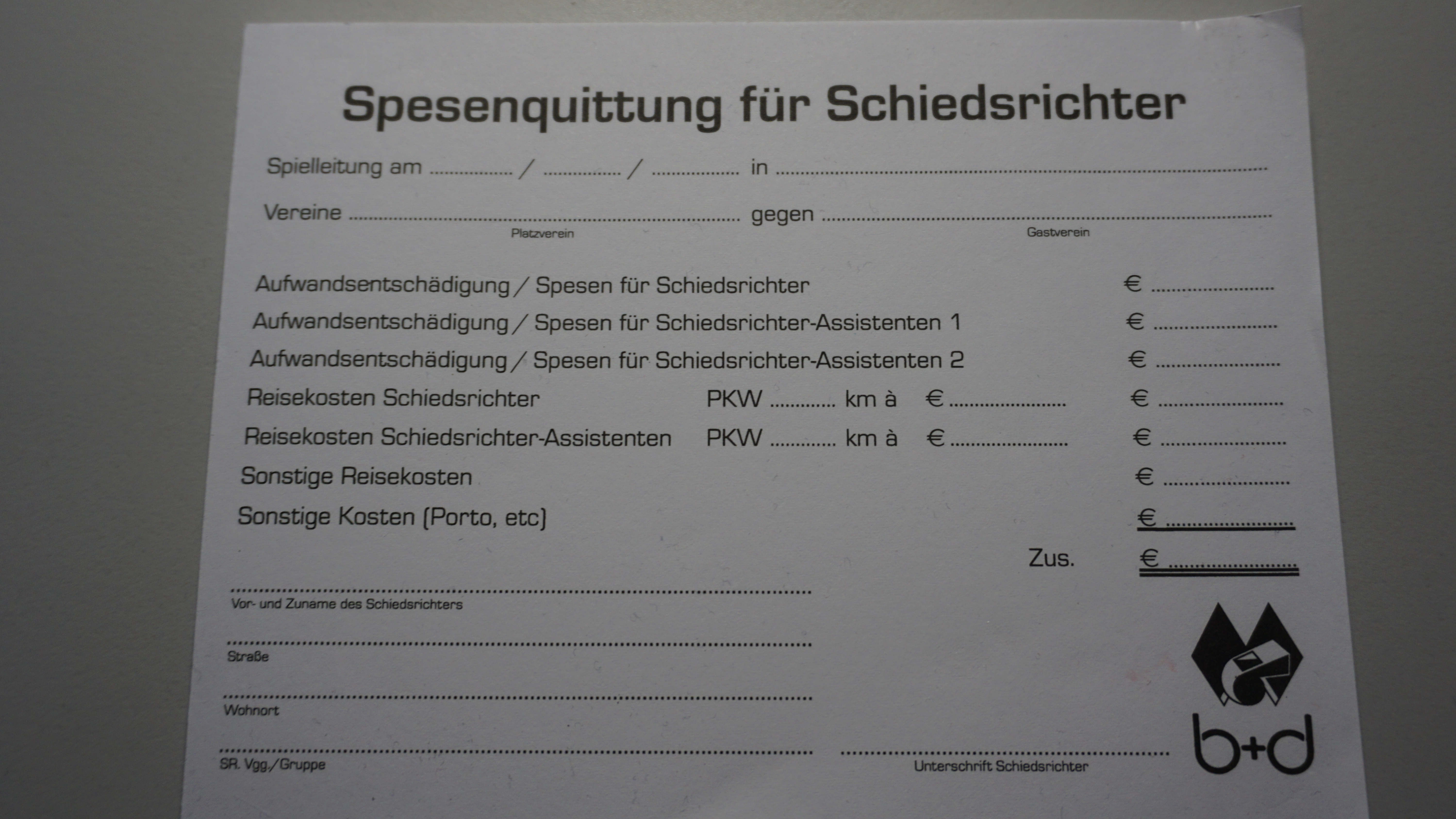
Spesenquittung für Schiedsrichter

### Schiedsrichtergespanne auf DHB-Ebene
| Internationale Schiedsrichter: |
| Schulze / Tönnies              |
| Merz / Kuttler                 |
| Thiyagarajah / Thiyagarajah    |
| Hellbusch / Jansen             |
| Elitekader:                    |
| Baumgart / Dinges              |
| Blümel / Loppaschewski         |
| Brodbeck / Reich               |
| Fedtke / Wienrich              |
| Heine / Standke                |
| Hurst / Krag                   |
| Kauth / Kolb                   |
| Kern / Kuschel                 |
| Köppl / Regner                 |
| Linker / Schmidt               |
| Otto / Piper                   |
| Thöne / Zupanovic              |
| C. vom Dorff / F. vom Dorff    |
| Elitekader-Anschlusskader:     |
| Bona / Frank                   |
| Cesnik / Konrad                |
| Friedel / Hermann              |
| Janz / Sug                     |

| Bundesligakader:         |
| Bärmann / Bärmann        |
| Engeln / Schmitz         |
| Gimmler / Rips           |
| Halbach / Halbach        |
| Hartmann / Hennekes      |
| Heinz / Lenhardt         |
| Hillebrand / Umbescheidt |
| Briese / von der Beeck   |
| Hörath / Hofmann         |
| Jaros / Thrun            |
| Kijowsky / Strüder       |
| Klinke / Klinke          |
| Lier / Lier              |
| Müller / Müller          |
| Völkening / Zollitsch    |
| Nachwuchskader:          |
| Büschgens / Büschgens    |
| Förster / Mayer          |
| Köppen / Preibsch        |
| Odabas / van Os          |
| Seidler / Seidler        |
| Schwarzmeier / Steven    |

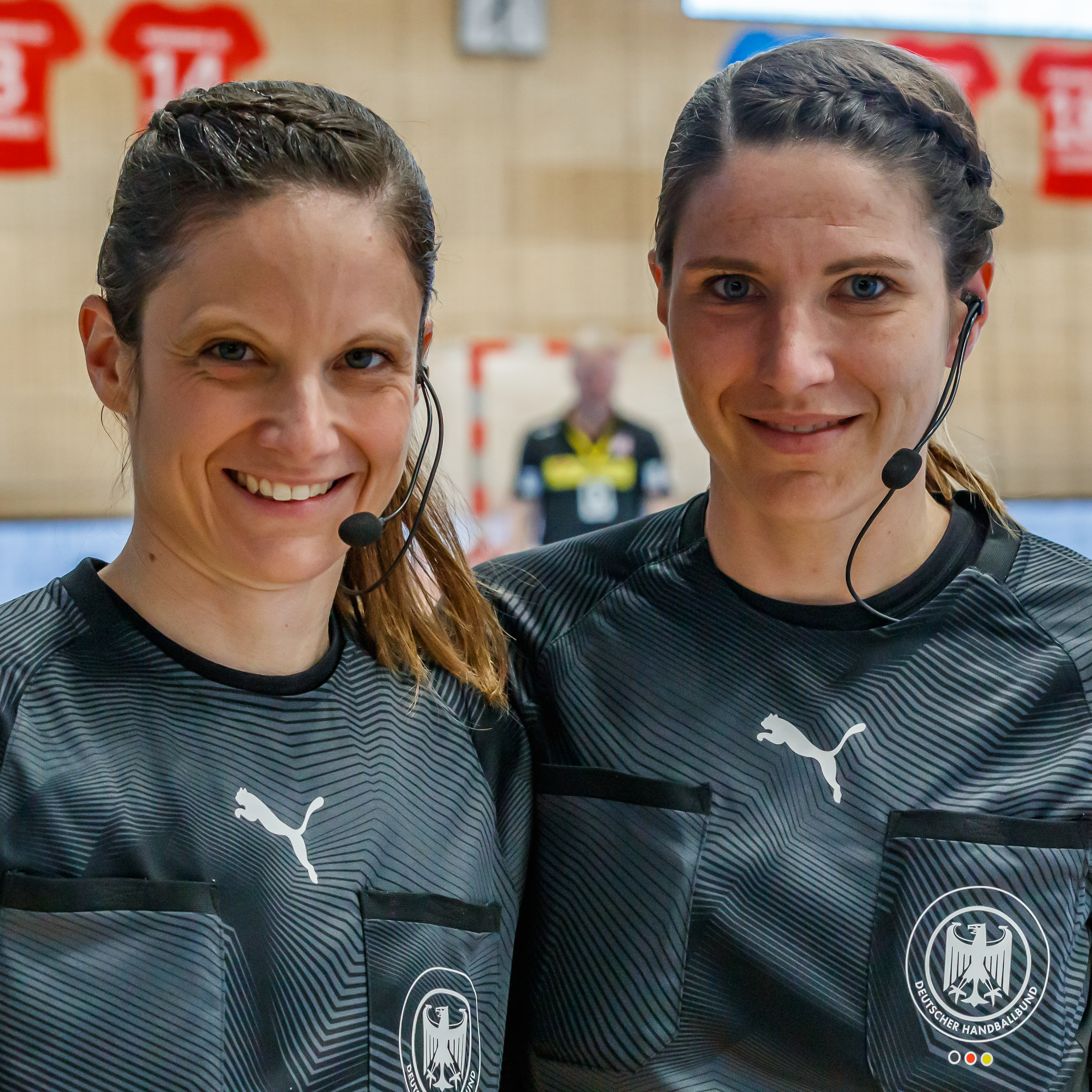
Maike Merz und Tanja Kuttler gehören zu den Internationalen Schiedsrichtern des DHBs

Bekannte ehemalige Bundesligaschiedsrichter 
- Jürgen Rieber / Holger Fleisch
- Bernd Andler / Harald Andler
- Jutta Ehrmann / Susanne Künzig
- Matthias Dang / Thorsten Zacharias
- Eberhard Gläser / Bernd Lüders
- Manfred Gremmel / Wolfgang Gremmel
- Hans Thomas / Jürgen Thomas
- Willi Bußjäger / Heinz Hauck
- Thomas Fuchs / Frank-Michael Teschauer[12]
- Peter Jehle / Roland Muser
- Volker Lienhop / Gerd Meuler
- Michael Kulus / Harald Mohr
- Frank Lemme / Bernd Ullrich
- Manfred Bülow / Wilfried Lübker
- Erhard Hoffmann / Manfred Prause
- Peter Scheurer / Klaus-Dieter Schwabenthan
- Bernd Methe / Reiner Methe
- Lars Geipel / Marcus Helbig

### Österreichische Schiedsrichter
International IHF/EHF 

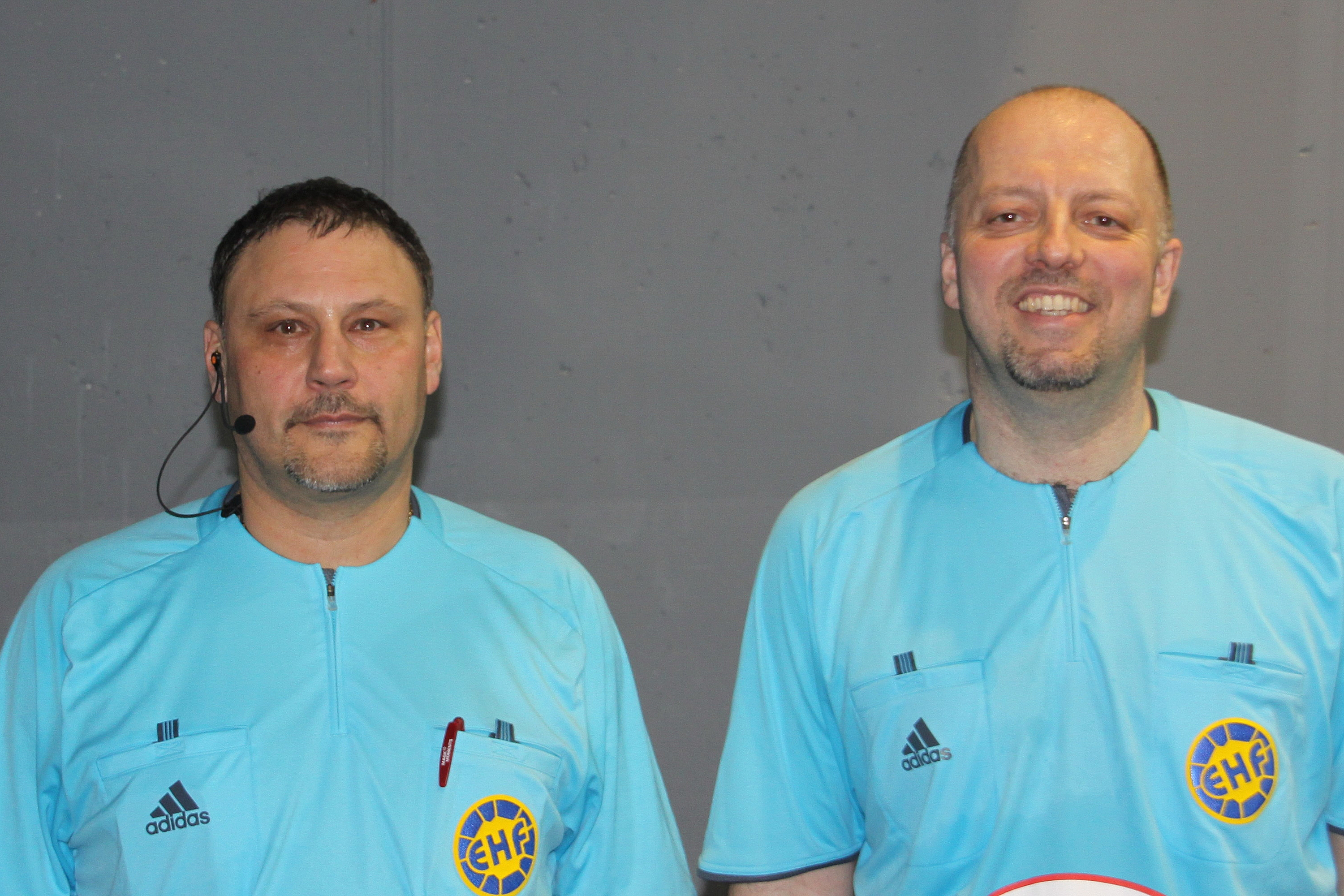
Gerhard Reisinger (links) und Christian Kaschütz bei der Männer-Handball-EM 2010

- Denis Bolić / Christoph Hurich (EHF/IHF)
- Florian Hofer / Andreas Schmidhuber (EHF)
- Ana Vranes / Marlis Wenniger (EHF/IHF-GRTP Program)
- Radojko Brkić / Andrei Jusufhodžić (EHF/IHF)
- Lena Hofmarcher / Dragana Ugarkovic (EHF-YRP)[15]

 A-Kader 
- Mirsad Begović / Vladimir Bubalo
- Stefan Gehart / Stefan Stangl / Christian Posch
- Zlatan Gradincic / Bernhard Seidler
- Florian Hug / Raphael Löschnig
- Martin Kotrc / Alexandra Pichler
- David Leskovec / Ales Vidic
- Marc Schober / Rico Stollberg
- Peter Wallner / Florian Weber

HLA-Perspektivkader
- Matthias Karel / Ivan Tričković
- Michael Sauschlager / Jakob Schreiner
- Richard Varga / Juraj Volentics

B-Kader
- Ginel Florin Anastase / Martin Römer
- Bruno Cvitkusic / Christoph Münzner
- Adnan Dautovic / Predrag Tufegdzic
- Mario Gerstenbrand / Hasan Merzihic
- Pia Haden / Yvonne Stegfellner
- Rijad Hadzimuratovic / Zlatan Zametica
- Adham Hamed / Alexander Lohr
- Jürgen Hergge / Cristinel Maxim
- Tobias Huber / Mario Simic
- Aleksa Josic / Mario Bagaric
- Alen Markovic / Anze Kljajic
- Kathrin Lauter / Anna Wiesauer
- Stella Majstorovic / Tina Majstorovic
- Dragana Mirnic / Sophie Schendlinger
- Michael Mugrauer / Gergely Toth
- Lajos Szövetes / Tamas Szücs

Nachwuchskader
- Isabella Herzog / Stefanie
- Mark Hübner / Kiryl Korsik
- Jessica Magg / Lisa Marie Neumeister
- Mario Müller / Sebastian Pinter

### Schweizer Schiedsrichter
Internationale Schiedsrichter
- Arthur Brunner / Morad Salah (IHF, EHF)
- Beat Jucker / Andreas Capoccia (EHF)
- Sergio Abalo / Philippe Maurer(EHF Young Referee Programme)

Internationale Delegierte
- Beat Nagel
- Felix Rätz
- Stephan Vitzthum

Nationalkader 202/22
- Daniel Baumann / Ramin Nasseri-Rad
- Reto Fallegger / Raymond Leu
- Sandra Feld / Andrea Müller (zusätzlich auch SPL1)
- Nils Haldemann / Markus Neumann
- Reto Häner / Daniel Maurer (zusätzlich auch SPL1)
- Linus Hardegger / Simon Hardegger (zusätzlich auch SPL1)
- Dominic Hasler / Christian Hungerbühler
- Pascal Grünig / Christian Nauer
- Stefan Kappler / Fabian Zürcher
- Bertin Joss / Adel Ouardani

Förderkader Leistung 2021/22
- Bachmann Johannes / Schneiter Simon
- Bechtold Pit / Perböll Joachim
- Brüstle Marco / Reimann Yannick
- Celentano Simon / Huber Thomas
- Costa Dimitri / Zwahlen Joel
- Dulkanovic Adam / Sapra Amin
- Eberhard Cyrill / Lanz Kevin
- Egger Julian / Gisler Basil
- Engstfeld Norbert / Partenheimer Thomas
- Hess Steven / Peterer Stefanie
- King Raphael / Räss Marco
- Kluckner Raphael / Waldburger Lukas
- Möri Andreas / Schneeberger Remo
- Odermatt Luca / Rachad Benjamin
- Spengler Felix / Woschitz Finn
- Straumann Marc / Weber Raphael
- Winiger Simon / Wöhler Jakob

Stand Saison 2021/22
Bekannte Ehemalige Schiedsrichter
- Hans Urech (OS 1932)
- Hansjakob Bertschinger (Europacupfinale 1966, Feld-WM 1966 (Entscheidendes Spiel))
- Hansjakob Bertschinger / Curt Gabriel (OS 1972)
- Hansruedi Rykart / Hansueli Ischer (OS 1976, OS 1980, OS 1984)

## Schiedsrichtergespann der Saison

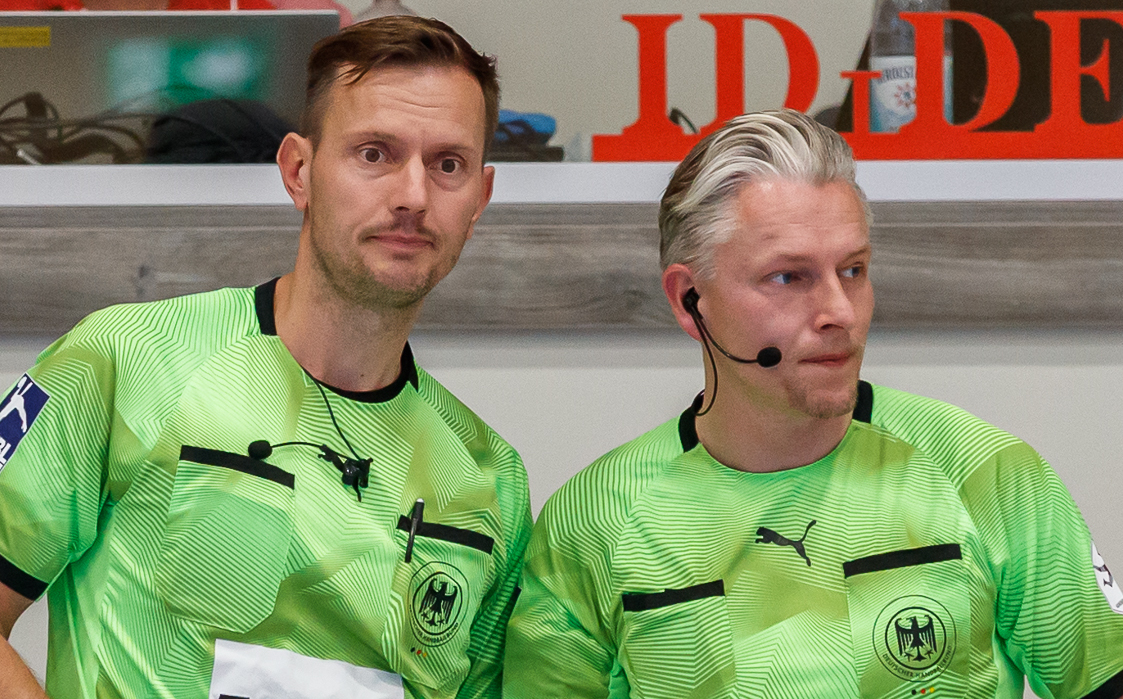
Tobias Tönnies und Robert Schulze wurden 5 Mal zum Schiedsrichtergespann der Saison gewählt

Zum Saisonende wird in der deutschen Handball-Bundesliga, meist im Rahmen des sogenannten „Allstar-Game“, neben dem Titel „Spieler der Saison“, auch der Titel „Schiedsrichter der Saison“ vergeben.
- 2023/2024 Robert Schulze / Tobias Tönnies[20]
- 2022/2023 Robert Schulze / Tobias Tönnies[20]
- 2021/2022 Robert Schulze / Tobias Tönnies[20]
- 2020/2021 Robert Schulze / Tobias Tönnies[20]
- 2019/2020 Lars Geipel / Marcus Helbig[21]
- 2018/2019 Robert Schulze / Tobias Tönnies[21]
- 2017/2018 Peter Behrens / Marcus Fasthoff[22]
- 2016/2017 Geipel / Helbig[22]
- 2010/2011 Methe / Methe[23]
- 2009/2010 Methe / Methe
- 2008/2009 Methe / Methe
- 2007/2008 Lemme / Ullrich
- 2006/2007 Lemme / Ullrich[19]
- 2005/2006 Lemme / Ullrich[19]
- 2004/2005 Lemme / Ullrich[24]
- 2001/2002 Lemme / Ullrich[25]

## Wettverbot
2005 wurde ein Wettverbot für die Schiedsrichter der Handballbundesliga verhängt. Das Wettverbot mussten die Schiedsrichter schriftlich akzeptieren. Hintergrund der Entscheidung sind die Erfahrungen im Fußball-Wettskandal 2005 um den Fußball-Schiedsrichter Robert Hoyzer.
Ab dem Jahr 2008 gibt es deutschlandweit ein Wettverbot für Handballschiedsrichter.

## Schiedsrichtermangel
Viele Verbände verzeichnen seit Jahren rückläufige Schiedsrichterzahlen. Jeder Verein hat, je nach Anzahl der gemeldeten Mannschaften, eine bestimmte Anzahl an Schiedsrichtern zu stellen. Wird diese Zahl unterschritten, so verhängen verschiedene Verbände Strafen gegen die betroffenen Vereine. Im Hessischen Handballverband werden im Wiederholungsfall Geldstrafen von bis zu 800 Euro pro Saison und fehlendem Schiedsrichter verhängt. Zusätzlich erhält die Mannschaft des Vereins, welche in diesem Verband in der höchsten Spielklasse spielt, pro fehlendem Schiedsrichter einen Strafpunkt nach Abschluss der Saison. Die Problematik rückläufiger Schiedsrichterzahlen und die von den Verbänden ausgesprochenen Strafen sind nicht handballspezifisch. Dieses Phänomen ist bei vielen Sportarten, wie beispielsweise Fußball, Basketball und Eishockey zu beobachten.
Die Gründe, warum die Verbände unter dem Schiedsrichtermangel leiden, sind vielfältig. Verbale Entgleisungen und Verunglimpfungen durch Spieler, Funktionäre und auch Besucher gegen die Schiedsrichter haben dem Ansehen und der Motivation der „Männer in Schwarz“ erheblichen Schaden zugefügt. In einer Saison werden rund 2000 Handballschiedsrichter ausgebildet. Ca. 60 % davon hören im ersten Jahr auf. Die mittlere Dauer der Schiedsrichtertätigkeit beträgt lediglich ca. 18 Monate.
Eine Kölner Sportmarketingagentur hat sich dieses Themas angenommen und ein Projekt mit dem Namen „Super-Schieri“ entwickelt. Mit einer breit angelegten Kampagne wollen Handballverbände und Vereine quer durch Deutschland ihren Nachwuchs unterstützen und fördern. Das Thema „Schiedsrichternachwuchs“ ist in vielen Sportarten als Problem bekannt. Im Handballsport allein finden jedes Wochenende mehrere tausend Begegnungen statt, die von jugendlichen Schiedsrichtern gepfiffen werden. Vereine und Verbände stellen sich auf verschiedene Art und Weise der Herausforderung, Jugendliche für diese wichtige Aufgabe zu gewinnen, sie zu unterstützen und zu fördern. Unter der Leitung des ehemaligen Bundesligaschiedsrichter Frank-Michael Teschauer, zusammen mit einer kleinen Gruppe von Experten, wurde ein Basiskonzept aufgestellt und seit Sommer 2008 verschiedenen Verbänden in Deutschland vorgestellt. Die Hauptmerkmale: Zuspitzung des Themas Jugendschiedsrichter auf die abenteuerliche Welt der „Super-Schieris“; Information und Motivation durch bekannte Persönlichkeiten; systematische Ausbildung der Jugendlichen in Theorie und Praxis; Aufklärung von Eltern und Lehrern über die Rolle, ihre Herausforderungen und Chancen; Betreuung der Schieris durch erfahrene Paten; Erfahrungsaustausch untereinander auf und durch eigene Veranstaltungen und virtuell über das Internet.
Um dem Schiedsrichtermangel entgegenzuwirken und dem Schiedsrichterwesen im Allgemeinen mehr Wertschätzung zu zeigen, veranstaltet das Portal handball-world seit dem 11. November 2020 jährlich den „Tag der Schiedsrichter“. An der Aktion beteiligen sich auch der Freundeskreis des Deutschen Handballs (FDDH) und die Deutsche Handball Trainer Vereinigung (DHTV). Die Veranstaltung findet am Todestag der Brüder Methe statt. Der HV Niedersachsen-Bremen rief in der Saison 2021/24 das „Jahr des Schiedsrichters“ aus und konnte einen Schiedsrichterzuwachs von 16,5 % erzielen.